# Abd al-Malik II (Samanides)
Pour les articles homonymes, voir Abd al-Malik.
Abd al-Malik II était un émir des Samanides (999). Son règne bref voit la chute de l'État samanide. Il était le fils de Nouh II.

## Biographie
En février 999, le frère d'Abd al-Malik Mansour II est déposé et aveuglé. Il est alors nommé émir par Fa'iq et le général Bektuzun, les deux personnes qui ont renversé son frère et qui possèdent la plupart des pouvoirs de l'État. Le renversement de Mansour est utilisé comme prétexte par Mahmûd de Ghaznî pour conquérir les restes du Khorassan encore aux mains des Samanides. Bektuzun et Fa'iq, ensemble avec le gouverneur du Kouhistan, Abu'l-Qasim Simjuri, cependant, sont jugés trop puissants par Mahmûd. Il fait donc la paix avec eux au printemps 999, gardant Balkh et Herat. Les alliés violent la paix en attaquant l'arrière-garde de l'armée de Mahmud. Les forces de Mahmud restent cependant intactes, et les hostilités reprennent. Mahmud défait les alliés près de Merv et par conséquent saisit toutes les terres au sud de l'Oxus. Il gagne aussi la loyauté du Chaghaniyan et d'autres petits États au nord de l'Oxus qui étaient jusqu'ici des vassaux loyaux des Samanides.
À ce stade, Abdul Malik et Fa'iq (qui sont rejoints plus tard par Bektuzun) essayent de gagner assez de temps pour renouveler une offensive contre Mahmud. Cependant, Fa'iq meurt bientôt, et à la même période les Qarakhanides sous Nasr Khan lancent une invasion. Face à l'hostilité de ses sujets, Abdul Malik est sans aide contre l'attaque turque. Boukhara est occupé sans combat, et Abdul Malik est fait prisonnier. Bien que Ismail Muntasir, le frère d'Abdul Malik, voulut regagner temporairement quelques territoires Samanides au cours des années suivantes, l'État samanide est effectivement aboli.